# Lisa Gerrard

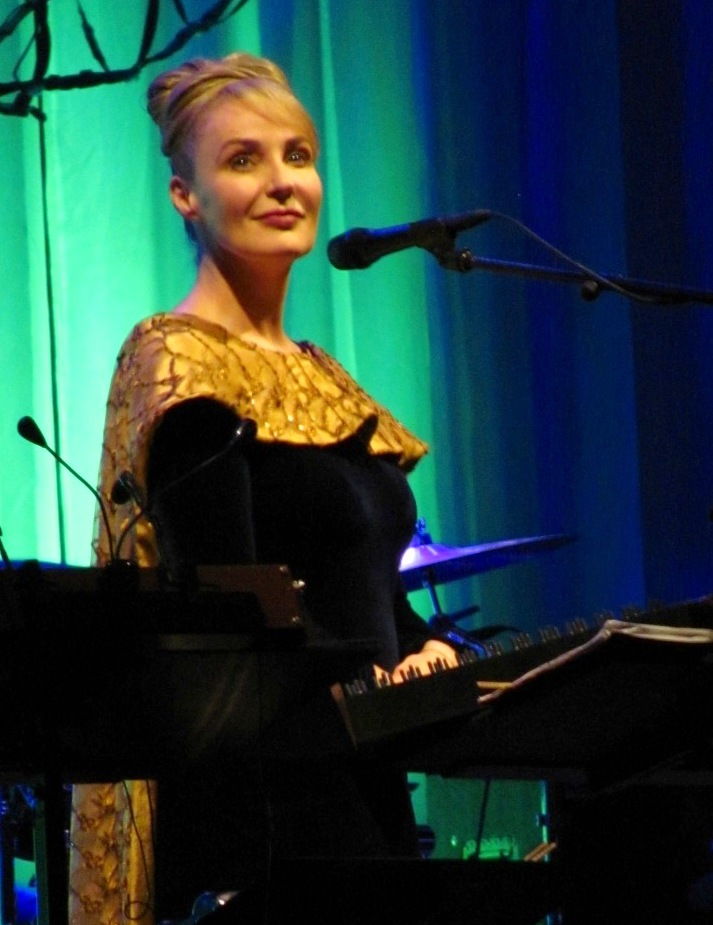
Lisa Gerrard

Lisa Germaine Gerrard, född 12 april 1961 i Melbourne, är en australisk musiker, sångerska och kompositör.
Gerrard blev internationellt känd genom medlemskapet i musikgruppen Dead Can Dance. Hennes karriär inom musiken inleddes 1981. Gerrard fick en Golden Globe för filmmusiken till Gladiator (2000). Hon är mest känd för sin kontraaltröst. Hon spelar det kinesiska instrumentet yangqin.

## Filmografi (urval)
- 2013 – Bibeln - som du aldrig sett den förut
- 2004 – Man on Fire
- 2004 – Layer Cake
- 2003 – Tears of the Sun
- 2000 – Gladiator
- 1999 – Insider